# Maciej Śledziecki

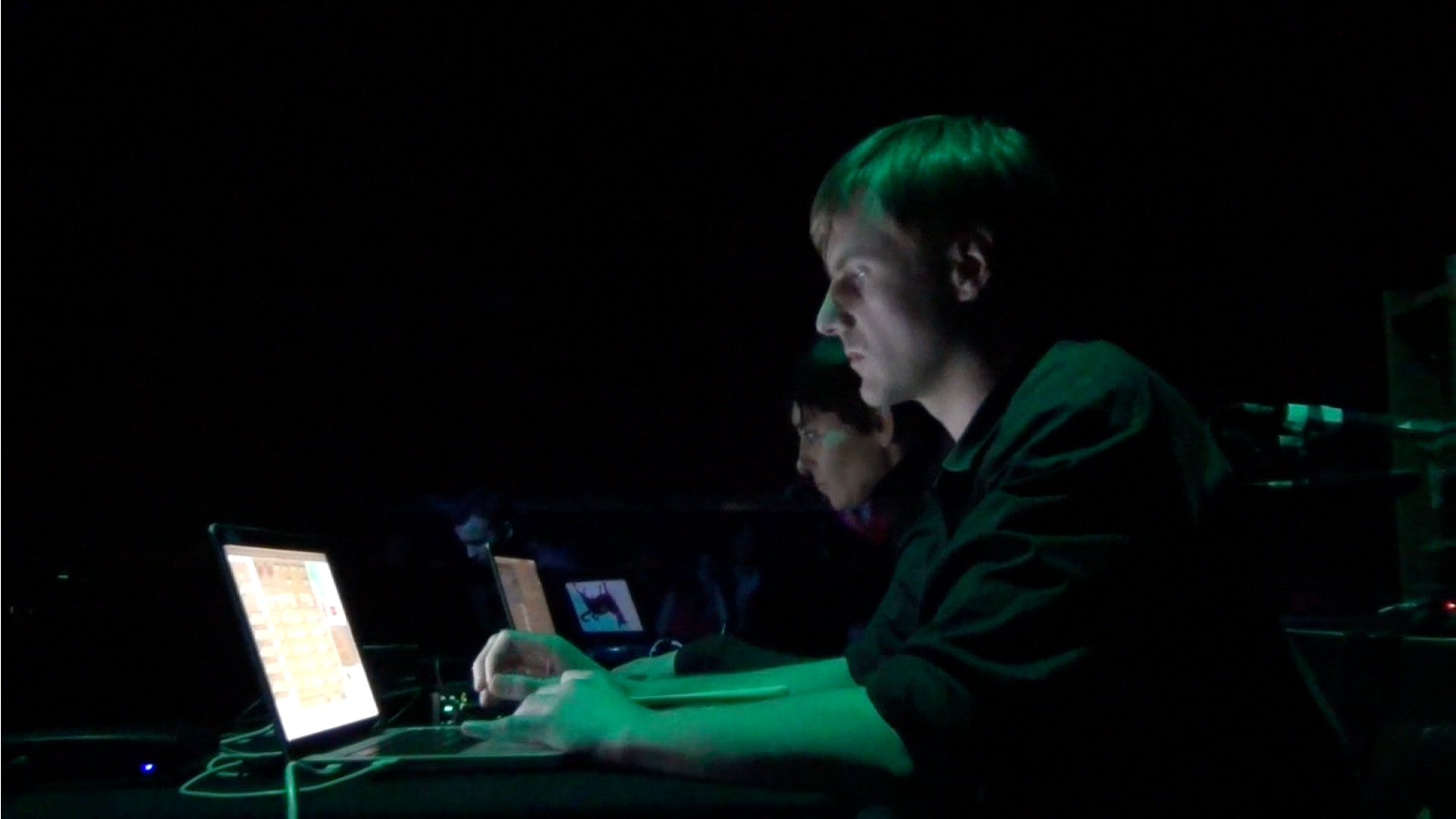
Maciej Śledziecki bei einem Konzert, 2013

Maciej Śledziecki (* 1977 in Danzig, Polen) ist ein polnisch-deutscher Komponist, Gitarrist und experimenteller Musiker.

## Biografie
Maciej Śledziecki studierte Gitarre bei Anton Goudsmit in den Niederlanden und später Komposition bei Siegfried Koepf an der Hochschule für Musik und Tanz Köln. Er programmiert computergestützte Kompositionsverfahren und erforscht erweiterte Spieltechniken der Gitarre. Außerdem spielte er unter anderem mit Musikern wie Joris Rühl und Axel Lindner zusammen. Seitdem er 2004 mit dem Drama Allein als Filmkomponist für Langspielfilme debütierte, komponierte er unter anderem die Musik zu Die Besucherin und Die Libelle und das Nashorn. 2011 gründete er mit seiner Lebensgefährtin Marion Wörle Gamut Inc, ein Ensemble mit mechanischen, von Computern angesteuerten Instrumenten für elektroakustische Musik. Er komponierte die Musik für die Klanginstallation "Aggregate Sustain", die u. a. in der Kapelle der Versöhnung aufgeführt wurde.
Er lebt in Berlin und Köln.

## Filmografie (Auswahl)
- 2004: Allein
- 2005: Mittsommer
- 2008: Die Besucherin
- 2012: Die Libelle und das Nashorn
- 2013: Die Erfindung der Liebe
- 2014: Iraqi Odyssey
- 2015: Der Kuaför aus der Keupstrasse
- 2017: Fühlen Sie sich manchmal ausgebrannt und leer?
- 2017: Ich gehöre ihm
- 2019: Es hätte schlimmer kommen können – Mario Adorf

## Auszeichnungen
- 2022: Stipendium der Villa Kamogawa, Kyoto[2]